# Lembu (geslacht)
Lembu is een kevergeslacht uit de familie van de boktorren (Cerambycidae). De wetenschappelijke naam van het geslacht werd voor het eerst geldig gepubliceerd in 2014 door Galileo, Martins en Santos-Silva.

## Soorten
De volgende soort is bij het geslacht ingedeeld:
- Lembu dieguezi Galileo, Martins & Santos-Silva, 2014[1]